# Beneath the Eyrie
| Recensione | Giudizio |
| ---------- | -------- |
| AllMusic   | [ 1 ]    |

Beneath the Eyrie è il settimo album del gruppo musicale statunitense Pixies, pubblicato il 13 settembre 2019 da BMG/Infectious.

## Descrizione
In vista dell'album, la serie di 12 episodi It is a Pixies Podcast (originariamente intitolata Past Is Prologue) ospitata da Tony Fletcher è prevista per iniziare il 27 giugno, descrivendo in dettaglio la registrazione di ogni canzone. La band ha in programma un tour promozionale per l'Europa e il Nord America.

## Tracce
1. In the Arms of Mrs. Mark of Cain – 4:12
2. On Graveyard Hill – 3:26
3. Catfish Kate – 3:08
4. This Is My Fate – 3:21
5. Ready for Love – 2:34
6. Silver Bullet – 3:45
7. Long Rider – 3:33
8. Los Surfers Muertos – 2:54
9. St. Nazaire – 2:27
10. Bird of Prey – 2:37
11. Daniel Boone – 4:52
12. Death Horizon – 2:05

Durata totale: 38:54

## Formazione
- Frank Black - voce, chitarra
- Joey Santiago - chitarra elettrica
- David Lovering - batteria
- Paz Lenchantin - basso